# Thermosphaeroma milleri
Thermosphaeroma milleri é uma espécie de crustáceo da família Sphaeromatidae.
É endémica do México.